# اوچی‌آی کاتسونوبو
اوچی‌آی کاتسونوبو، توزائمون (به ژاپنی: 落合勝信)؛ (تولد و مرگ نامشخص) یک سامورایی در قلمروی آکو، از ملازمان همسر آسانو ناگانوری ارباب این قلمرو، یوزئه این ja:瑤泉院 در نیمه دوره ادو، اهل ژاپن بود. بنابر فرضیه دفتر خاطرات روزانه او به نام گوسکیکن مون کی (江赤見聞記 ごうせきけんもんき) یکی از منابع تاریخی باارزش در مورد حادثه آکو است.